# 無任所大使
無任所大使，又稱巡迴大使（英語：Ambassador-at-large），由一國國家元首、政府首腦或國家其他重要領導人指派、授權代表國家的高级外交官或部長、大臣，不同於一般派駐海外特定國家、單一使館的大使，無任所大使通常沒有固定駐所。
無任所通常為了完成外交的特定計劃或任務；亦或經營有邦交或無邦交的多個國家、區域與聯合國、歐盟等國際組織的外交事宜。但也有被派駐到特定國家專門協助友邦特定事務的無任所大使。無任所大使也稱為特別外交使節，但並不同於「特使」。

## 美國
- 奧巴馬總統於2009年任命梅蘭·傅意爾（英语：Melanne Verveer）為全球婦女議題無任所大使。[5]
- 奧巴馬總統於2015年10月8日任命蘇珊‧柯佩吉（英语：Susan Coppedge）為監控及打擊人口販運問題的無任所大使暨國務卿資深顧問。[6]

## 中華民國（臺灣）
中華民國「無任所大使」制度自1998年起實施，為榮譽性質的無給職，主要借重民間力量爭取邦誼及國際空間；李登輝政府與陳水扁政府都有聘任；馬英九政府沒有聘任；蔡英文政府與賴清德政府又再度聘任。中華民國外交部依據《外交部組織法》，委由總統遴選無任所大使。
- 李登輝總統時期，1998年至1999年聘任丘宏達教授、陸以正大使與辜濂松董事長。
- 陳水扁總統時期，聘任三屆無任所大使，第一屆11位，第二屆10位，第三屆13位，2006年5月因當時立法院限制而取消無任所大使。[4]
- 蔡英文總統時期，聘任無任所大使分別為：[7][8][9][10]
  1. 郭旭崧（國立陽明大學校長、衛生福利部顧問）
  2. 簡又新（台灣永續能源研究基金會董事長、前外交部部長、前交通部部長）
  3. 陳重信（前行政院環境保護署署長）
  4. 陳正然（中華電信獨立董事）
  5. 詹宏志（PChome董事長）
  6. 范雲（時任民進黨籍全國不分區立法委員；國立臺灣大學社會學系副教授、社會民主黨召集人）
  7. 紀政（國策顧問）
  8. 楊黃美幸（臺灣民主基金會副執行長）
  9. 吳運東（新國民醫院院長、中華民國台灣醫學會監事）
  10. 布興．大立（長老教會牧師、前玉山神學院院長）
  11. 林佳龍（時任總統府秘書長，前臺中市市長、交通部部長）
- 賴清德總統時期，聘任無任所大使分別為：[11]
  1. 戴資穎（羽球國手）
  2. 吳運東（醫師公會全國聯合會前理事長）
  3. 簡又新（台灣永續能源研究基金會董事長）
  4. 陳正然（蕃薯藤創辦人）
  5. 唐鳳（數位發展部前部長）
  6. 芙厄阿布達爾（牧師）
  7. 布興．大立（牧師）
  8. 王寶宗（一貫道寶光玉山組線領導人）
  9. 宋光夫（奇美食品董事長）
  10. 劉柏君（國際棒球女裁判）

### 曾任無任所大使人士
- 丘宏達
- 詹啟賢
- 賴幸媛
- 王貞治
- 陸以正
- 辜濓松
- 平路
- 陳郁秀
- 林靜儀

## 参見
- 無任所大臣